# Peter Feuchtwanger

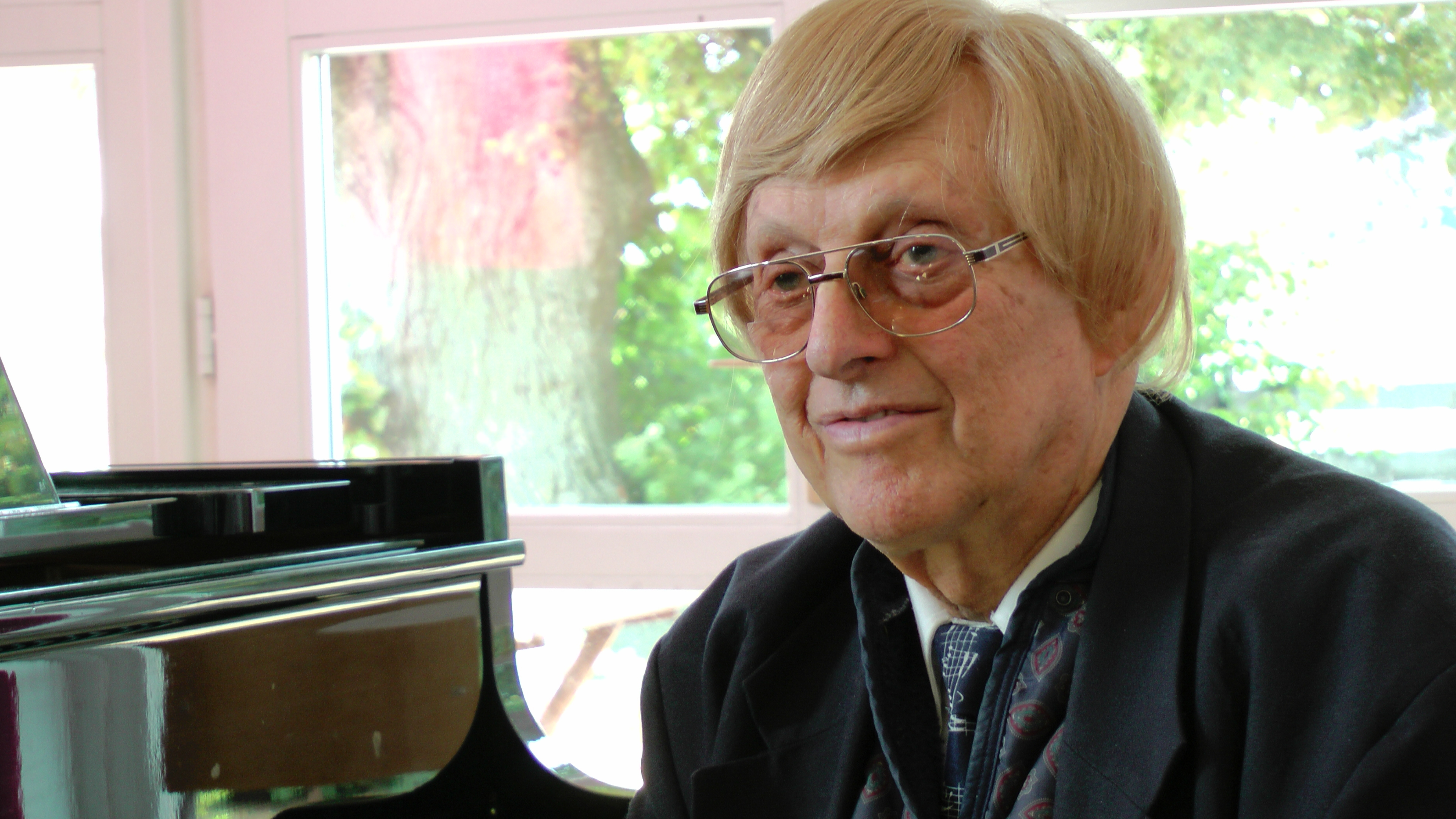
Peter Feuchtwanger (2012)

Peter Feuchtwanger (* 26. Juni 1930 in München; † 18. Juni 2016 in London) war ein deutscher Pianist, Komponist und Klavierpädagoge, der viele Jahrzehnte in London lebte.

## Leben und Werk
Feuchtwanger kam als Sohn des Münchener Bankdirektors Theodor Feuchtwanger (1889–1953) zur Welt. Lion Feuchtwanger war ein entfernt verwandter Onkel von ihm. Vor dem Zweiten Weltkrieg floh die Familie nach Haifa. Zu Feuchtwangers berühmten Klavierlehrern gehörten Edwin Fischer und Walter Gieseking. Besonders prägend waren aber für ihn die Pianistin Clara Haskil, die auf ihren Konzertreisen in England bei ihm übte, und die Altistin Kathleen Ferrier. Er studierte Komposition bei Hans Heimler, Lennox Berkeley und Paul Müller-Zürich. Die Pianistenlaufbahn brach er früh ab, um sich der Komposition und der Musikpädagogik zu widmen. Er war ein Anhänger des Zen und befasste sich mit Musik und Philosophie aus Indien und der Arabischen Welt.
Vor ihrem Durchbruch im Chopin-Wettbewerb 1965 arbeitete er intensiv mit der argentinischen Pianistin Martha Argerich. Im gleichen Jahr verhalf er Youra Guller in London zum späten Comeback. Yehudi Menuhin bat ihn 1966, ein Werk für Violine, Sitar, Tabla und Tambura für das Internationale Musikfestival in Bath zu schreiben; es wurde von Menuhin und Ravi Shankar uraufgeführt. 2003 gründete er mit Günter Reinhold die Internationale Akademie für musikalische Bildung in Karlsruhe. Er vertrat Professoren an der Musikhochschule Karlsruhe und der Musik-Akademie Basel. Gastprofessor war er an der Yehudi Menuhin School in Surrey und am Mozarteum in Salzburg. Seit 1967 gab er Meisterkurse in der ganzen Welt. Er entwickelte eine neuartige Technik des Klavierspiels, die zur Herausgabe von speziellen Klavierübungen führte.
Er war lange  Vizepräsident der European Piano Teachers Association (London West).

## Veröffentlichungen
- Zartheit war ihre Stärke. Eine Schallplattenedition zum Andenken an die Pianistin Clara Haskil. Frankfurter Allgemeine Zeitung, Nr. 218 vom 20. September 1975
- Belcanto auf einem „Schlaginstrument?“ EPTA-Dokumentation 1982, S. 704–124
- Technische Übungen als Vorbereitung zur musikalischen Gestaltung. Das Sängermuseum 4 (1993) H. 2 (auch in EPTA-Dokumentation 1986)
- Mozart für die Götter. Die Pianistin Clara Haskil. FAZ, Nr. 6 vom 7. Juli 1995
- Über die Bedeutung des richtigen Sitzens am Klavier. Klavierübungen, S. 98–101
- Nichtfunktionelles und unnatürliches Bewegungsverhalten am Klavier. Klavierübungen, S. 101–103